# Pimelodella yuncensis
Pimelodella yuncensis är en fiskart som beskrevs av Franz Steindachner 1902. Pimelodella yuncensis ingår i släktet Pimelodella och familjen Heptapteridae. Inga underarter finns listade i Catalogue of Life.